# Благой Пенев
Благой Пенев Делчев (Василий) е български офицер, генерал-полковник, участник в Съпротивителното движение по време на Втората световна война, командир на Втора родопска бригада „Васил Коларов“. 

## Биография
Благой Пенев е роден на 28 февруари 1910 г. в с. Православен, Пловдивско. Член на БКМС (1932 – 1934) и на БРП (к) (1935). Завършва средно образование през 1930 г. След което завършва Школа за запасни офицери през 1932 г. Работи като основен учител в родното си село. За политическа дейност след преврата на 19 май 1934 г. е осъден на 5 години затвор по ЗЗД. Лежи в затворите в Хасково и Сливен. Освободен през 1937 г. и се установява в село Воден при съпругата си, която е учителка там. До 1939 г. е там, като през това време изпълнява задачи, свързани с БКП, но е безработен. През 1939 г. работи във всестранната кооперация в Православен. От януари до декември 1940 г. отново е в село Воден. Между февруари 1941 и февруари 1943 г. е мобилизиран първоначално, а след това работи отново във всестранната кооперация в родното му село. Уволнен е от кооперацията по чл.20 от ЗЗД. От февруари до декември 1943 г. е интерниран в лагера Еникьой. След това работи във фабрика в Първомай.
Участва в Съпротивителното движение по време на Втората световна война. От 5 май 1944 г. е партизанин. Командир на Първомайска самостоятелна чета. Командир от юли 1944 г. на Втора родопска бригада „Васил Коларов“. В периода 9 септември 1944-януари 1948 г. е началник на Областното управление на МВР в Пловдив.
Между 10 януари 1948 и 20 април 1950 г. е директор на Дирекция „Народна милиция“ в София. От 20 април 1950 до декември 1951 г. е заместник-директор на Дирекция „Държавна сигурност“. През 1951 г. е арестуван и разследван от Държавна сигурност във връзка с контактите му с британското разузнаване по време на войната и заради подозрения във връзки с Югославия.
Помощник-министър на строежите (18 януари 1952 – 1960) и началник на Главното управление на Строителните войски (1960 – 1973). През 1973 година е избран за първи заместник-председател на ЦК на борците против фашизма и капитализма. Военно звание генерал-полковник от запаса (1969). Народен представител в V, VI, VII, VIII и IX народни събрания.. Награждаван е с два ордена „Георги Димитров“ и званието „Герой на социалистическия труд“ (с указ № 309 от 27 февруари 1980).